# Akarotaxis nudiceps
Akarotaxis nudiceps е вид лъчеперка от семейство Bathydraconidae. Видът е незастрашен от изчезване.

## Разпространение и местообитание
Разпространен е в Антарктида.
Среща се на дълбочина от 371 до 915 m, при температура на водата от -1,7 до 1,8 °C и соленост 34,5 – 34,8 ‰.

## Описание
На дължина достигат до 13 cm.